# Ratpenat llistat de Heller
El ratpenat llistat de Heller (Platyrrhinus helleri) és una espècie de ratpenat de la família dels fil·lostòmids. Viu a Belize, Bolívia, el Brasil, Colòmbia, Costa Rica, l'Equador, El Salvador, la Guaiana Francesa, Guatemala, Guaiana, Hondures, Mèxic, Nicaragua, Panamà, el Perú, Surinam, Trinitat i Tobago i Veneçuela. El seu hàbitat natural són els espais humits, com ara els boscos de fulla perenne, bosc sec i bosc semiautòcton. No hi ha cap amenaça significativa per a la supervivència d'aquesta espècie.